# قندول شعري
القندول الشعري (باللاتينية: Calicotome villosa) نوع نباتي يتبع جنس القندول من الفصيلة البقولية.

## الموئل والانتشار
موطن هذا النبات حوض البحر الأبيض المتوسط من بلاد الشام إلى المغرب العربي وجنوب أوروبا وتركيا وقبرص.

## الوصف النباتي
القندول الشعري نبات خشبي شوكي لا يتجاوز ارتفاعه متر واحد بمعظم الأحيان. يزهر في بداية فصل الربيع في شهر آذار بزهر أصفر صغير ذو رائحة عطرية.
يعتبر انتشار القندول مؤشرا سلبيا على تدهور الغطاء الشجري ولكن له ايجابيات في مقاومة الانجراف وتمكين الحيوانات البرية من الحصول على مخبأ أمين لنفسها ولصغارها.